# Tưới nhỏ giọt

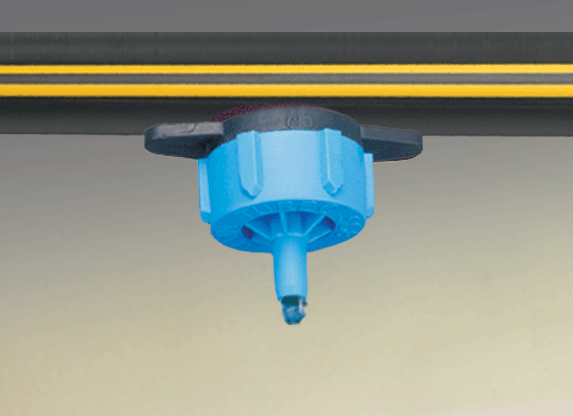
Một lỗi thoát hay lỗ nhỏ giọt

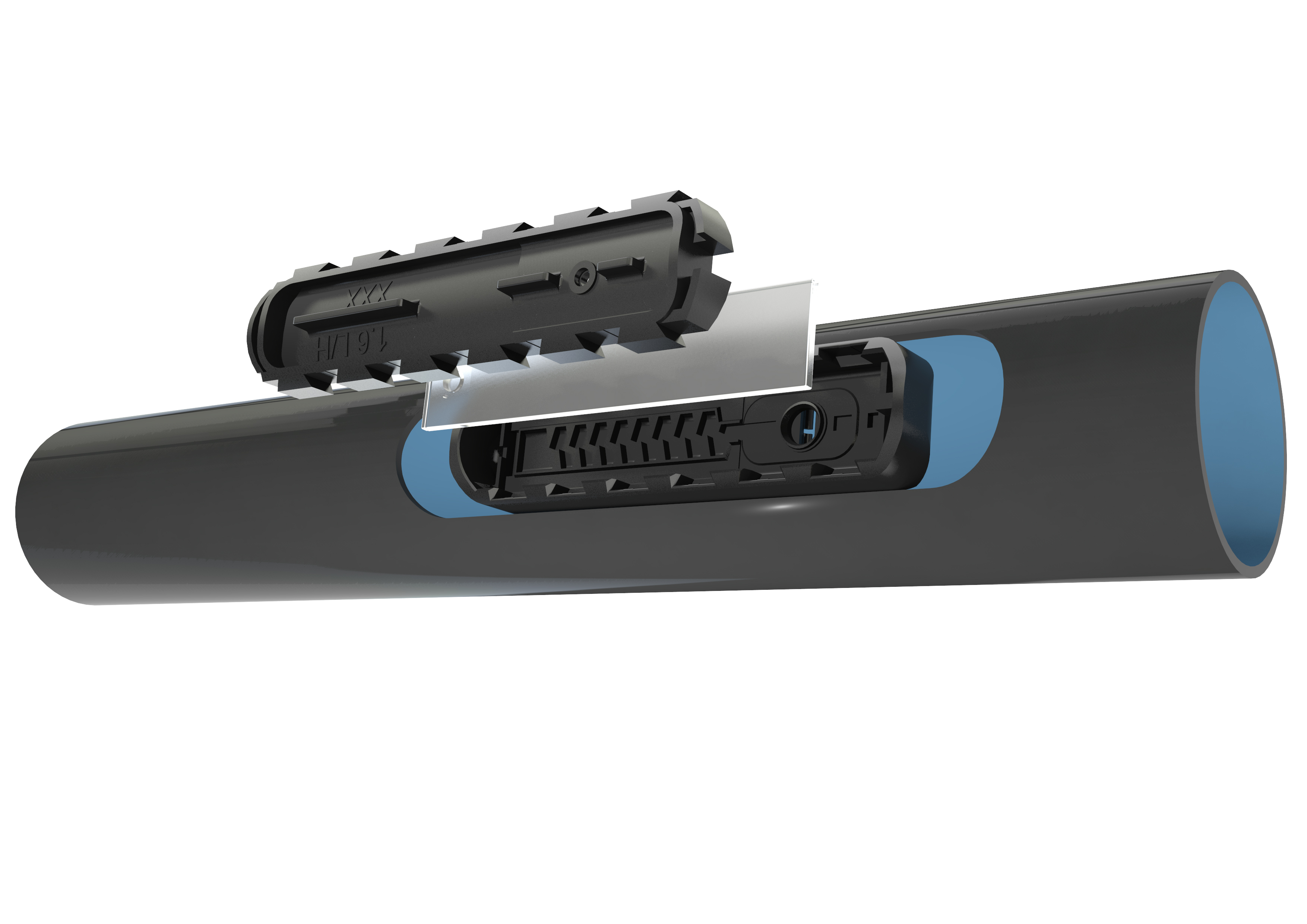
Lỗ nhỏ giọt bù áp

Tưới nhỏ giọt là một phương pháp tưới tiết kiệm nước và phân bón bằng cách cho phép nước nhỏ giọt từ từ vào rễ của nhiều loại cây khác nhau, hoặc nhỏ lên bề mặt đất hoặc trực tiếp lên vùng có rễ, thông qua một mạng lưới gồm các van, đường ống, và lỗ thoát. Nó được thực hiện bằng cách sử dụng các ống nhỏ để cung cấp nước trực tiếp đến gốc cây. Tưới nhỏ giọt được chọn để thay thế việc tưới bề mặt vì các lý do khác nhau, thường là để giảm thiểu sự bay hơi nước.

## Lịch sử

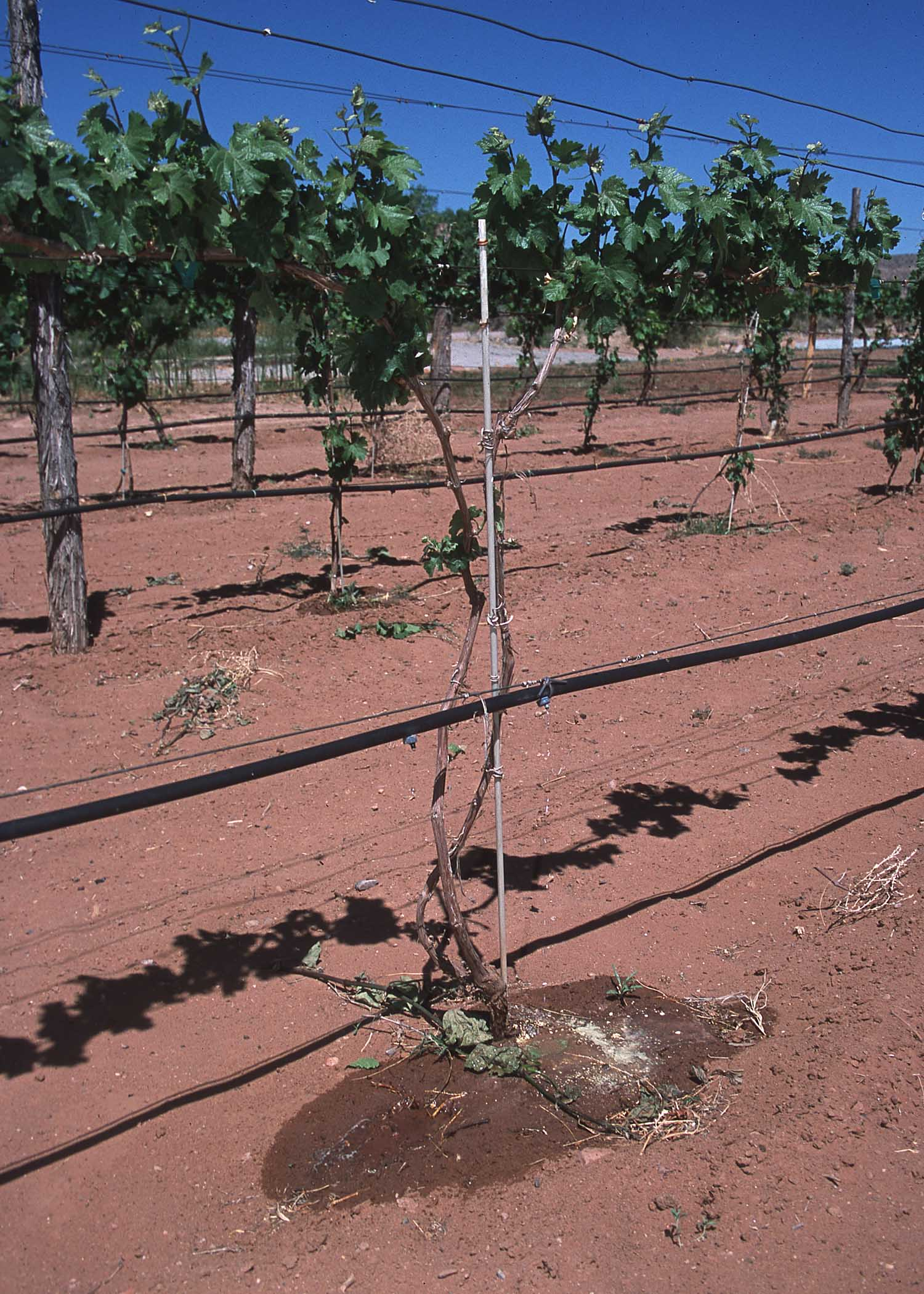
Tưới nhỏ giọt ở vườn nho của Mexico, năm 2000

Tưới nhỏ giọt nguyên thủy đã được sử dụng từ thời cổ đại. Trong Phiếm Thắng chi thư của Trung Quốc được viết vào thế kỷ 1 Trước Công Nguyên, mô tả việc sử dụng bình đất sét nung không tráng men chứa nước và được chôn dưới đất như là một phương pháp tưới. Tưới nhỏ giọt hiện đại bắt đầu được phát triển tại Đức vào năm 1860 khi các nhà nghiên cứu tiến hành thử nghiệm việc tưới bề mặt sử dụng ống bằng đất sét kết hợp giữa việc tưới và thoát nước. Nghiên cứu sau đó được mở rộng vào những năm 1920 bao gồm việc áp dụng những đường ống có đục lỗ. Việc dùng những ống nhựa để giữ nước và dẫn nước đến các lỗ nhỏ giọt được Hannis Thill phát triển ở Úc.
Việc sử dụng đầu nhỏ giọt bằng nhựa được phát triển ở Israel bởi Simcha Blass và con trai là Yeshayahu. Thay vì nhỏ nước qua các lỗ đục nhỏ sẽ dễ bị các hạt nhỏ bít lại, thì nước sẽ được thoát ra các lỗ lớn hơn và nhỏ giọt chậm hơn bằng cách làm chậm tốc độ nước chảy trong một bộ nhỏ giọt bằng nhựa. Hệ thống thử nghiệm mô hình này lần đầu được Blass thành lập năm 1959 và sau này vào năm 1964 đã cùng với Kibbutz Hatzerim tạo nên công ty tưới tiêu Netafim. Cùng nhau họ đã phát triển và được cấp bằng sáng chế cho lỗ thoát trong tưới nhỏ giọt.

## Hệ thống tưới nhỏ giọt
Hệ thống nhỏ giọt là một mạng lưới đường ống phân phối nước được đặt áp dưới mặt đất và theo hướng cây trồng. Trên đường ống phân phối có các điểm đầu nhỏ giọt được dán trực tiếp vào trong ống hoặc gắn thông qua các đầu kết nối với khoảng cách khác nhau tùy thuộc cây trồng và loại đất